# Huberhaus (Bellwald)
Das Huberhaus ist ein Ferienhaus in der Schweizer Gemeinde Bellwald.

## Geschichte
Das Baujahr des Huberhauses ist unbekannt; es wird vermutet, dass die ältesten Teile ins 16. Jahrhundert zurückgehen. 1723 wurde das Haus umgebaut und restauriert. Der letzte Bewohner (bis 1891) war ein Klemenz Huber. Auf ihn geht der Name Huberhaus zurück. Von den späteren Besitzern wurde das Gebäude nur noch als Abstellraum bzw. als Schreinerwerkstatt genutzt.
2003 übernahm die Stiftung „Altes Bellwald“ das Huberhaus, um es als Teil des historischen Ortsbildes zu erhalten. Sie veranlasste erste Reparatur- und Sicherungsarbeiten.
Im Jahr 2006 konnte die Stiftung Ferien im Baudenkmal das Haus von der Stiftung „Altes Bellwald“ übernehmen. Ziel der vom Schweizer Heimatschutz gegründeten Stiftung ist eine Verbindung zwischen Denkmalpflege und Tourismus, um so wertvolle Baudenkmäler zu erhalten und einer neuen Nutzung zuzuführen. Unter Leitung des Architekten Bernhard Stucky erfolgte eine Restaurierung des Gebäudes, um dieses künftig als Ferienhaus nutzen zu können. Die Inneneinrichtung stammt von Jasmin Grego aus Zürich. Im März 2008 wurde die Renovation beendet und das Huberhaus als erstes Objekt der Stiftung seiner neuen Bestimmung übergeben.
Der Erlös der jährlichen Schoggitaler-Sammlung des Schweizer Heimatschutzes kam 2007 der Stiftung Ferien im Baudenkmal zugute. Das Huberhaus war eines der als Motive ausgewählten Objekte.

## Beschreibung
Das Huberhaus ist ein traditioneller, alpiner Strickbau. In einem gemauerten Sockel aus Stein befindet sich der Keller. Darüber liegt der Strickbau aus Holz. Der Eingang führt direkt in die Küche im hinteren, teilweise gemauerten Teil des Hauses. Im vorderen Teil gegen Süden befinden sich die Stube und darüber die Schlafkammer. Auf der Nordseite gibt es einen neueren Anbau. Das Dach ist mit Schindeln bedeckt. Die Raumhöhe im Inneren beträgt ca. 1,88 Meter. Erhalten sind auch die alten Vorfenster der Südfassade, die bei der Sanierung um isolierverglaste Hinterfenster ergänzt wurden. Auch im Inneren finden sich noch zahlreiche historische Elemente, u. a. die Steinplatten des Küchenbodens und eine hölzerne Treppe zur Galerie. Über diese erreicht man die beiden Schlafkammern im Obergeschoss. Bei der Restaurierung 2006 wurde der jüngere Bauteil im hinteren Bereich abgetragen und durch einen hölzernen Anbau in gleicher Struktur ersetzt. In diesem befindet sich heute das Badezimmer sowie ein weiterer Schlafraum.